# コムストック (ドック型揚陸艦)
| USS Comstock |                                                                               |
| 艦歴         |                                                                               |
| 発注         | 1984年11月26日                                                                |
| 起工         | 1986年10月27日                                                                |
| 進水         | 1988年1月15日                                                                 |
| 就役         | 1990年2月3日                                                                  |
| 母港         | カリフォルニア州サンディエゴ                                                  |
| 性能諸元     |                                                                               |
| 排水量       | 軽荷排水量：11,099 t 満載排水量：16,190 t                                     |
| 全長         | 610 ft (185.9 m)                                                              |
| 全幅         | 84 ft (25.6 m)                                                                |
| 吃水         | 21 ft (6.4 m)                                                                 |
| 機関         | コルト・インダストリーズ製 16気筒ディーゼルエンジン四基 2軸, 33,000shp (25MW) |
| 最大速度     | 20+ ノット (37+ km/h)                                                         |
| 乗員         | 士官22名、兵員391名                                                           |
| 上陸要員     | 402名、一時的に102名増員可能                                                  |
| 兵装         | 25mm Mk-38機関砲二基 20mm ファランクスCIWS二基 12.7mm機銃六基                 |
| 上陸艇       | LCAC4隻またはLCM-6、21隻                                                      |
| モットー     | Teamwork, Drive, Courage                                                      |

コムストック (USS Comstock, LSD-45) は、アメリカ海軍のドック型揚陸艦。ホイッドビー・アイランド級ドック型揚陸艦の5番艦。艦名は1859年にネバダ州で発見されたコムストック鉱床に因んで命名された。その名を持つ艦としては二隻目である。

## 艦歴
コムストックは1986年10月27日にルイジアナ州ニューオーリンズのエイボンデール造船所で起工され、1988年1月15日に進水した。1990年2月3日に就役する。
コムストックは男性兵士と女性兵士が完全に統合された最初のアメリカ海軍艦艇である。
2006年時点でコムストックはポール・J・ショック艦長指揮下、揚陸グループ3に所属する。